# Companhia Industrial Santa Matilde
Companhia Industrial Santa Matilde foi uma indústria mecânica brasileira. Fundada em 1926, como sucessora da Companhia Brasileira de Minas Santa Matilde (fundada em 1916), teve sede em Petrópolis e fábricas nas cidades de Três Rios e Conselheiro Lafaiete produzindo vagões, carros de passageiros e demais componentes ferroviários, tratores e automóveis (desde 1978), produto pelo qual ficou mais conhecida. A empresa tentou produzir carrocerias de ônibus em 1985–86, mas desistiu da ideia. A Santa Matilde foi fechada em 1988. Em 1997 existiu uma tentativa (frustrada) de se reativar sua produção de automóveis. Em outubro de 2005 a Justiça decretou a falência da empresa.

## História

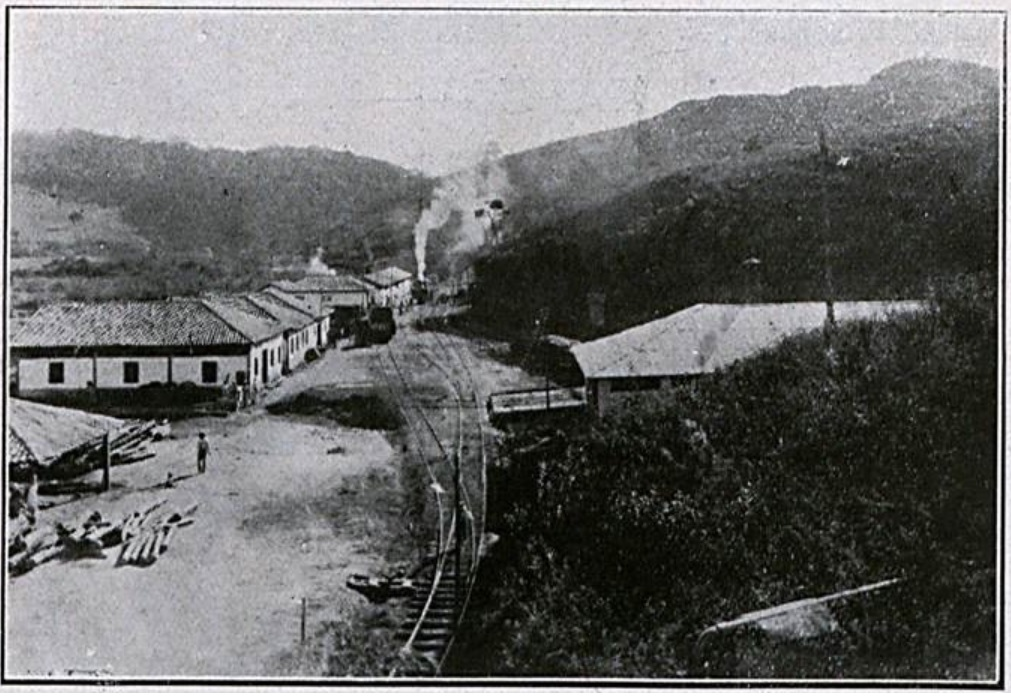
Instalações da Cia. Santa Matilde em Conselheiro Lafaiete, c.1925.
Biblioteca Nacional do Brasil.

Após ter fundado a Companhia Brasileira de Minas Santa Matilde em 14 de março de 1916 para explorar minas de manganês nos arredores de Conselheiro Lafaiete, Humberto Pimentel da Fonseca passou a investir em equipamentos ferroviários e em um ramal de 22 quilômetros para transportar o manganês até o quilômetro 462 da Linha do Centro da Estrada de Ferro Central do Brasil.Com o advento da Primeira Guerra Mundial, as peças de locomotivas e vagões que eram importadas passaram a rarear até desaparecerem do mercado. Assim, o governo federal incentivou (pela primeira vez) a fabricação de algumas peças e a montagem de vagões importados para evitar o colapso dos transportes ferroviários.
Em 1926, Fonseca fundou a Companhia Industrial Santa Matilde em Conselheiro Lafaiete e passou a se dedicar a produção de algumas peças e montagem de vagões importados. No ano seguinte, o governo de Minas Gerais promulga a Lei Estadual 993, autorizando o estado a adquirir o ramal da Santa Matilde, que possuía 22 quilômetros. A aquisição, porém só foi efetuada em 1930.
Com a venda do seu ramal para o estado, a empresa anunciou em 1928 que passaria a realizar serviços de reparação e fabricação de material rodante, construção de arados e equipamentos para usinas de cana.
A Segunda Guerra Mundial trouxe uma nova restrição para a importação de peças e equipamentos ferroviários. Com isso, a produção da indústria cresce e novas empresas são formadas como a Cobrasma e a FNV em 1943 e a Mafersa em 1944. Apesar de estar no mercado desde a década de 1920, a Santa Matilde é pouco favorecida pelo estado num primeiro momento (ao contrário das demais empresas). Apenas em 1959 o estado concedeu um terreno para a construção de uma nova fábrica em Três Rios, além de incentivar a produção de implementos agrícolas pela Santa Matilde.
Com a concordata da Mafersa em 1962, a Santa Matilde cresceu e passou a operar duas plantas industriais em Lafaiete e em Três Rios. 
Para conseguir atender a demanda do mercado ferroviário, a empresa buscou financiamento de 2 milhões de dólares do Banco de Desenvolvimento de Minas Gerais para implantar uma forjaria em Lafaiete, com capacidade inicial de produção de 1200 toneladas de peças forjadas por ano e início das operações previsto para 1966.

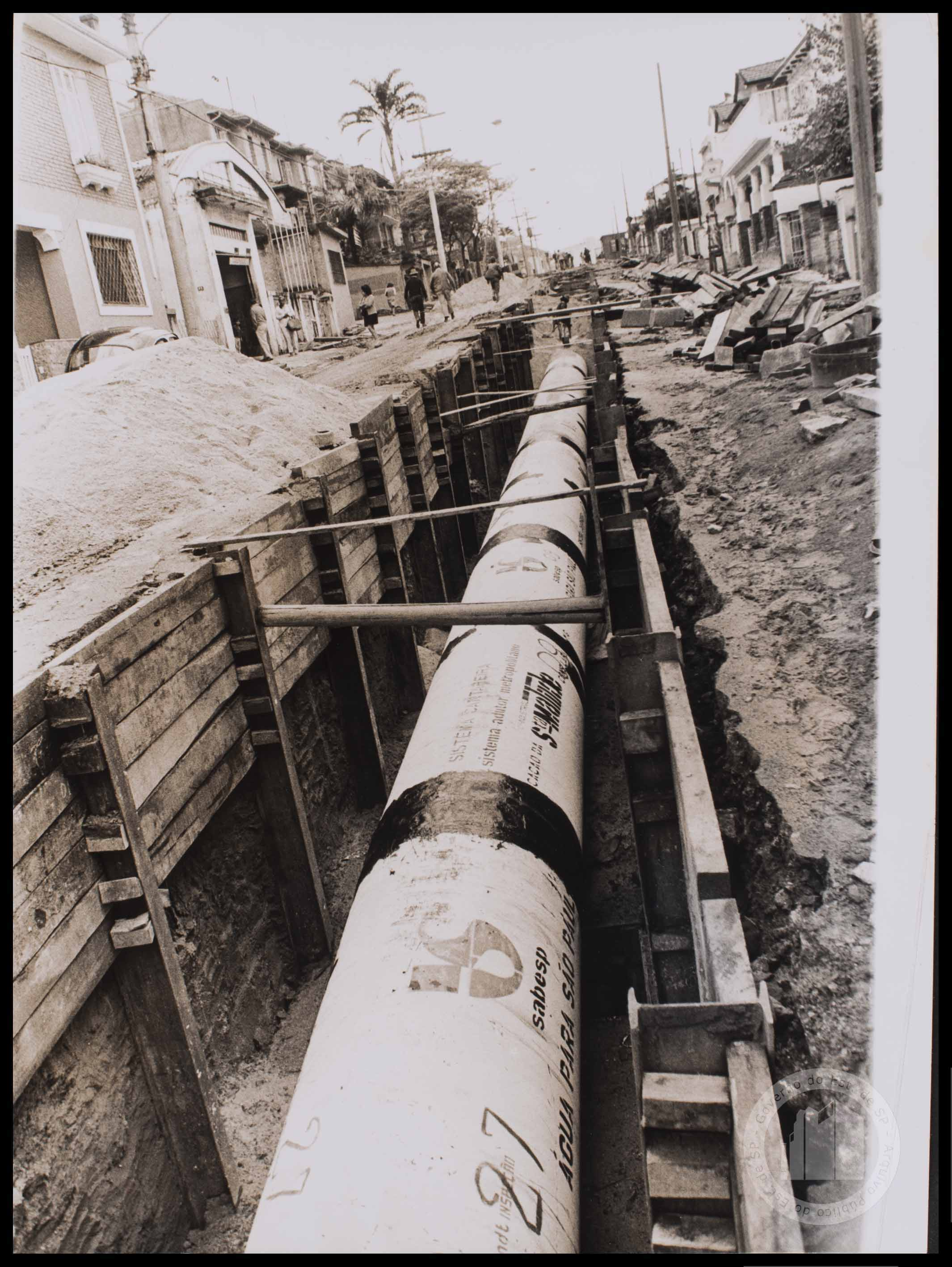
Na década de 1970 a Santa Matilde fabricou tubos de aço para adutoras de água. Acima tubos da Santa Matilde na adutora Mirante-Mooca da Sabesp, 1976.

Como forma de diversificar sua produção, a Santa Matilde passou a produzir equipamentos para a indústria do petróleo e torres metálicas galvanizadas, embora o custo do aço no Brasil na década de 1960 fizesse com que os preços dos produtos nacionais custassem até 50% mais que os importados.
Mesmo assim, a situação da empresa era precária. Em 1967, a Santa Matilde ameaçou fechar as portas por conta de uma dívida de 800 mil cruzeiros novos da Rede Ferroviária Federal (RFFSA) com a empresa. Essa seria a primeira de muitas ameaças de fechamento da empresa em busca de apoio governamental para conseguir capital de giro.   
No ano seguinte, foi iniciada a produção de colheitadeiras. A empresa obteve recursos do Banco Nacional de Desenvolvimento Econômico (BNDE) para nacionalizar esses equipamentos, com licença da J.I Case.
O BNDE também direcionou para a Santa Matilde a produção de equipamentos para as Centrais Elétricas de Goiás S.A. (Celg). 
Com isso, a Santa Matilde chegou ao final da década de 1960 com capital de giro suficiente para ampliar suas operações, além de incentivos fiscais para ampliar o quadro de funcionários (de 600 pessoas em 1967 para 1600 em 1972).
Após receber vários aportes do BNDE para gerar capital de giro diante da ociosidade da fábrica, o controle acionário da empresa foi brevemente assumido pelo banco em 1970. Uma das medidas para ampliar o capital foi a entrada no mercado de capitais, por meio da compra e venda de ações da empresa na Bolsa de Valores do Rio de Janeiro. Ao mesmo tempo, a Santa Matilde ameaçou desativar a unidade de Lafaiete para se concentrar na de Três Rios, causando protestos da comunidade mineira.
Com a promessa de investimentos nos trens de carga (através do Plano Nacional de Logística e Transportes) e de subúrbios da RFFSA no Rio de Janeiro e em São Paulo, a Santa Matilde celebrou acordos tecnológicos com a empresa alemã MAN AG em 1975. A concorrência para a aquisição de 120 novos trens-unidade para a RFFSA ocorreu apenas no final de 1977. Nela, a Santa Matilde foi contemplada com o dobro de encomendas (60 trens) que as outras duas empresas nacionais concorrentes (Cobrasma e Mafersa, com 30 trens cada). Para atender a essa encomenda, a empresa investiu na modernização de suas instalações. Ao mesmo tempo ingressou na indústria automobilística, o que se revelaria um erro anos mais tarde. Outra medida visando ampliar sua arrecadação foi a entrada na indústria naval (1977), fornecendo peças para navios construídos pelos diversos estaleiros nacionais, a maioria localizada no Rio de Janeiro.

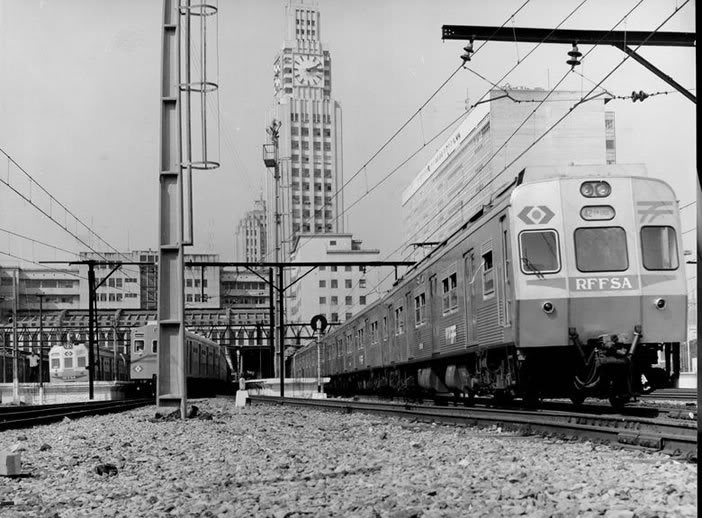
Um dos Trens-unidade da Série 800 (à direita), construídos pela Santa Matilde em parceria com as empresas Villares, MAN (Alemanha) e GEC Traction (Reino Unido), 1982.

A década de 1980 foi iniciada com a empresa trabalhando em diversos projetos e com baixa ociosidade. Isso não impediu atrasos em salários e problemas de qualidade nos trens-unidade fornecidos para a RFFSA (os 19 primeiros entregues foram devolvidos para a fábrica para reparos severos). Apesar dos esforços dos sindicatos em negociar, a empresa se recusou ao diálogo e ocorreram várias greves. A resposta da empresa foi a realização de centenas de demissões em massa em 1982 e a priorização de investimentos na produção de automóveis. A unidade de Conselheiro Lafaiete operou de forma irregular até 1984 quando se encontrava sem encomendas e praticamente fechada.
O contrato para a construção de 100 carros para o metrô do Recife e projetos de fabricação de ônibus trouxeram um novo fôlego para a empresa, que os direcionou para a unidade de Três Rios. Mas a situação de crise econômica e má administração voltou a trazer problemas e em 1987 estourou a maior greve da empresa, quando mais de 3 mil operários de Três Rios cruzaram os braços por falta de pagamentos. O governo federal, por sua vez, não realizou pagamentos de dívidas referentes à encomendas feitas pela RFFSA e pela EBTU (incluindo a problemática Série 800). Isso agravou a crise financeira da fábrica.
Apesar da intervenção de políticos e sindicalistas e da oferta de empresas alemãs, japonesas e brasileiras (o dono da empresa Humberto Pimentel afirmou à imprensa que "não venderia, alugaria ou arrendaria a empresa") a má administração e problemas econômicos advindos desta fizeram a empresa encerrar sua produção de equipamentos ferroviários em 1988, deixando de operar de “facto”.
Durante a década de 1990 ocorreram tentativas de se reativar a produção. Por conta de dívidas trabalhistas, a Justiça entregou o controle da planta de Três Rios ao Sindicato dos Metalúrgicos local. Em 1998 a planta de Três Rios foi arrendada para a empresa T'Trans, que a utiliza desde então, embora com uma operação menor. A planta de Conselheiro Lafaiete, fechada desde 1984 foi brevemente reativada entre 2001 e 2009 (vide seção Cooperativa industrial). Em outubro de 2005, após 79 anos de fundação, a justiça decretou a falência da Companhia Industrial Santa Matilde. A crise e o subsequente fechamento da empresa impactaram fortemente a economia de Três Rios. Após leilão judicial, parte das instalações da Santa Matilde em Três Rios foram adquiridas pela empresa Açotel.

### Cooperativa industrial
Em 2001, 680 ex-funcionários da unidade de Conselheiro Lafaiete fundaram a Cooperativa Mineira de Equipamentos Ferroviários (Coomefer) e arrendaram a antiga fábrica da Santa Matilde na cidade com o intuito de reformar e produzir vagões. A operação durou até 2006 quando, após a falência da Santa Matilde, a Justiça do Trabalho determinou que a Coomefer era herdeira do passivo trabalhista da Santa Matilde. Após uma batalha judicial, a cooperativa encerrou suas atividades em 2009.

## Produtos

### Ferroviários
O primeiro grande serviço de reparação foi contratado em junho de 1929, quando 50 vagões da Estrada de Ferro Central do Brasil passaram por este serviço a um preço de 450:00$000. Em 1934 participou de um consórcio para reparação de 56 carros de passageiro e 85 vagões de carga, ao lado da filial brasileira da Pullman Car, Companhia Sorocabana de Material Ferroviário (Soma) e da Companhia Geral de Material Rodante (antiga Trajano de Medeiros).
Os primeiros vagões construídos pela Santa Matilde (empregando peças de vagões acidentados em sua maior parte) foram entregues à Central em dezembro de 1942. Nas décadas seguintes a empresa produziu milhares de vagões de diversos tipos (passageiros, cargas, manutenção, etc) para o mercado nacional e para exportação. Os últimos vagões construídos pela fábrica foram entregues ao metrô de Recife em 1987.

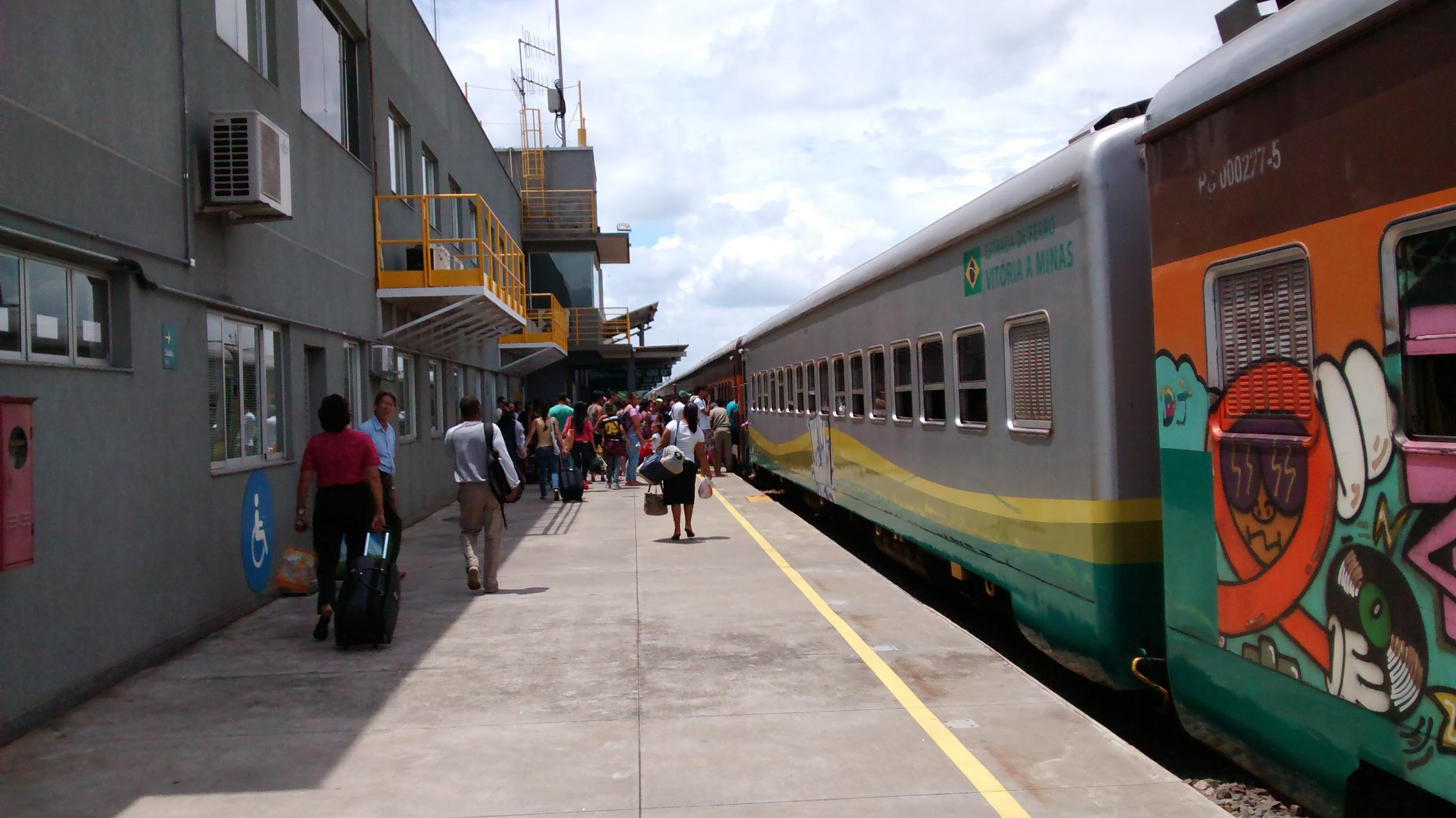
Carros de passageiros produzidos pela Santa Matilde para a Estrada de Ferro Vitória a Minas.
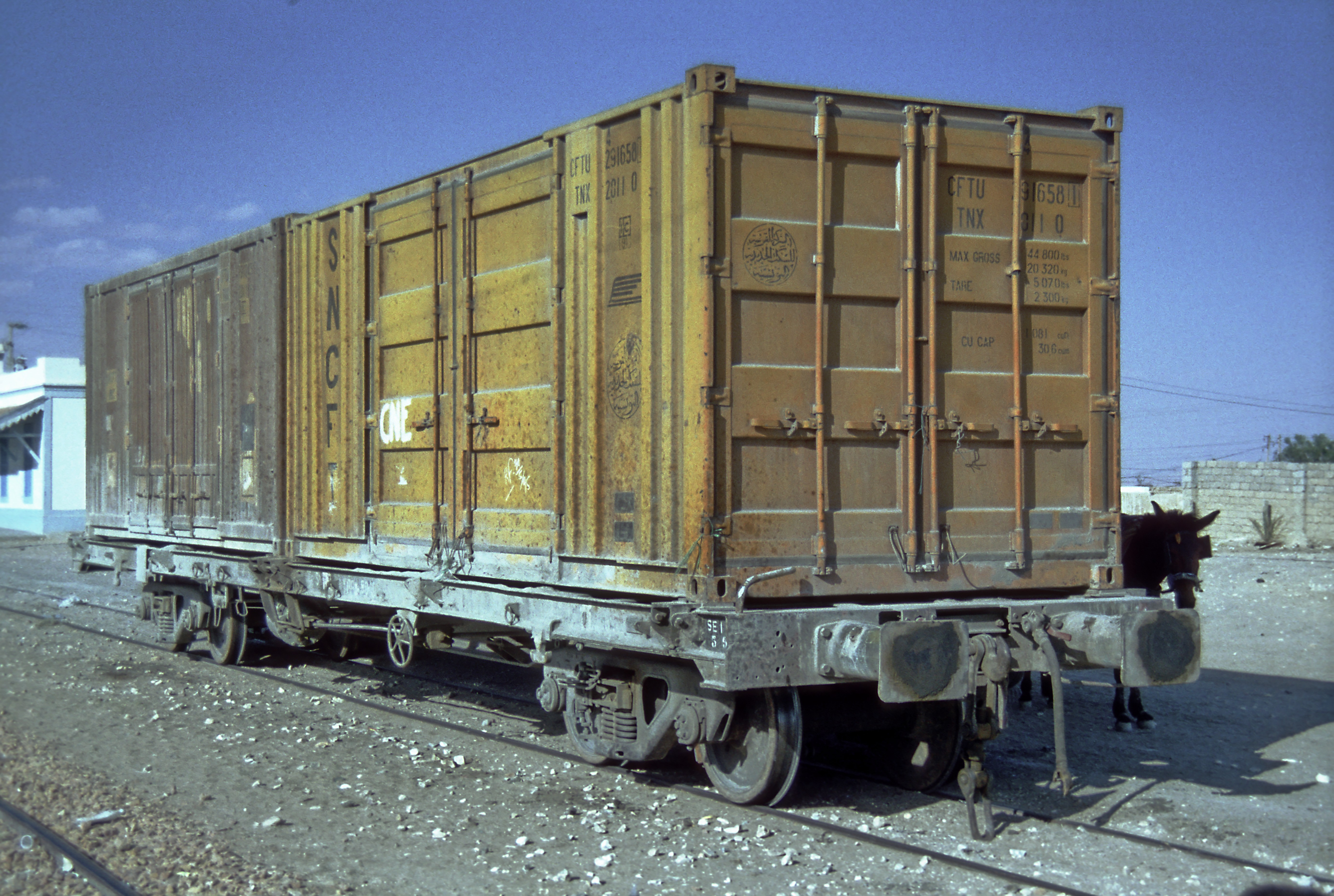
Um dos 660 vagões-contêiner para transporte de cimento construídos em 1975 pela Santa Matilde para a Société Nationale des Chemins de Fer Tunisiens (Tunísia).
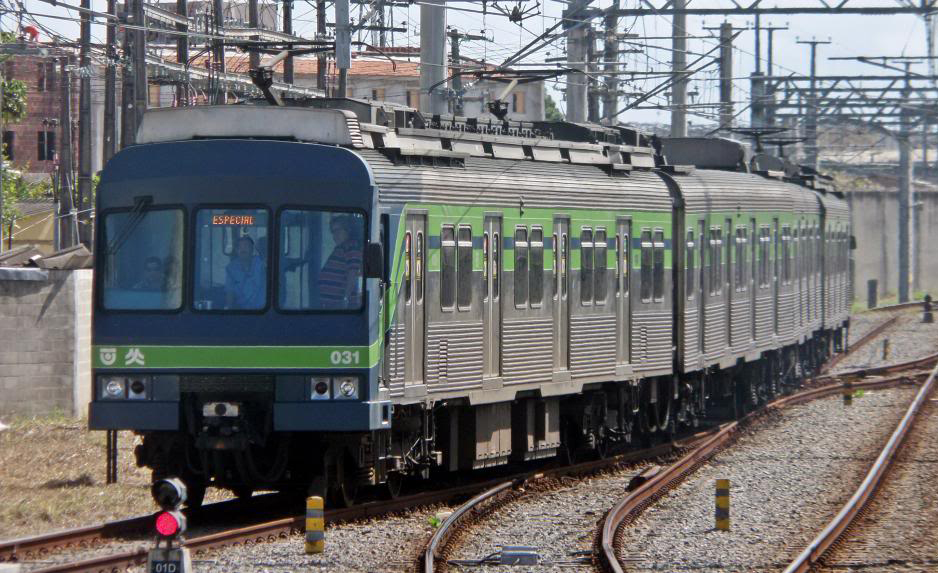
A Santa Matilde produziu em parceria com a MAN e a GEC Traction os trens Série 800 do Metrô do Recife.

### Equipamentos agrícolas
Em 1959 o governo federal incentivou a nacionalização de equipamentos agrícolas, tendo concedido uma área em Três Rios para a Santa Matilde fabricar equipamentos. Naquele ano a empresa lançou grades rebocadas para tratores sob licença da empresa Rome Plow Company. Após um acordo com a empresa estadunidense J.I.Case em 1968, a Santa Matilde passou a fabricar colheitadeiras de médio/grande porte. Em 1980 a produção de colheitadeiras alcançou o auge e atingiu 700 veículos produzidos. Na década de 1980 a empresa passou a investir na fabricação de tratores e na modernização das colheitadeiras (contratando o Instituto Alberto Luiz Coimbra de Pós-Graduação e Pesquisa em Engenharia para desenvolver novos produtos), esperando um crescimento de 54% no mercado em 1984. Até então, a Santa Matilde representava menos de 1% do mercado nacional de tratores de rodas em 1982.
Problemas econômicos, erros de gestão (como o de investir na produção de automóveis) e má gestão fizeram com que a produção de equipamentos agrícolas fosse extremamente baixa até o fechamento da fábrica em 1988.

### Automóveis
Entre 1978 e 1997 a Santa Matilde produziu mais de 900 automóveis esportivos baseados em motores Chevrolet. A produção de automóveis obrigou a empresa a investir em mão-de-obra e equipamentos especializados. Apesar dos investimentos, o automóvel Santa Matilde vendeu poucas unidades, por conta do seu alto custo (sendo o automóvel mais caro do Brasil, custando o equivalente a dois Chevrolet Opala) e fez com que a empresa deixasse de lado seu principal produto (equipamento ferroviário). Com isso, a situação financeira da empresa se agravou, contribuindo para sua falência.

### Ônibus

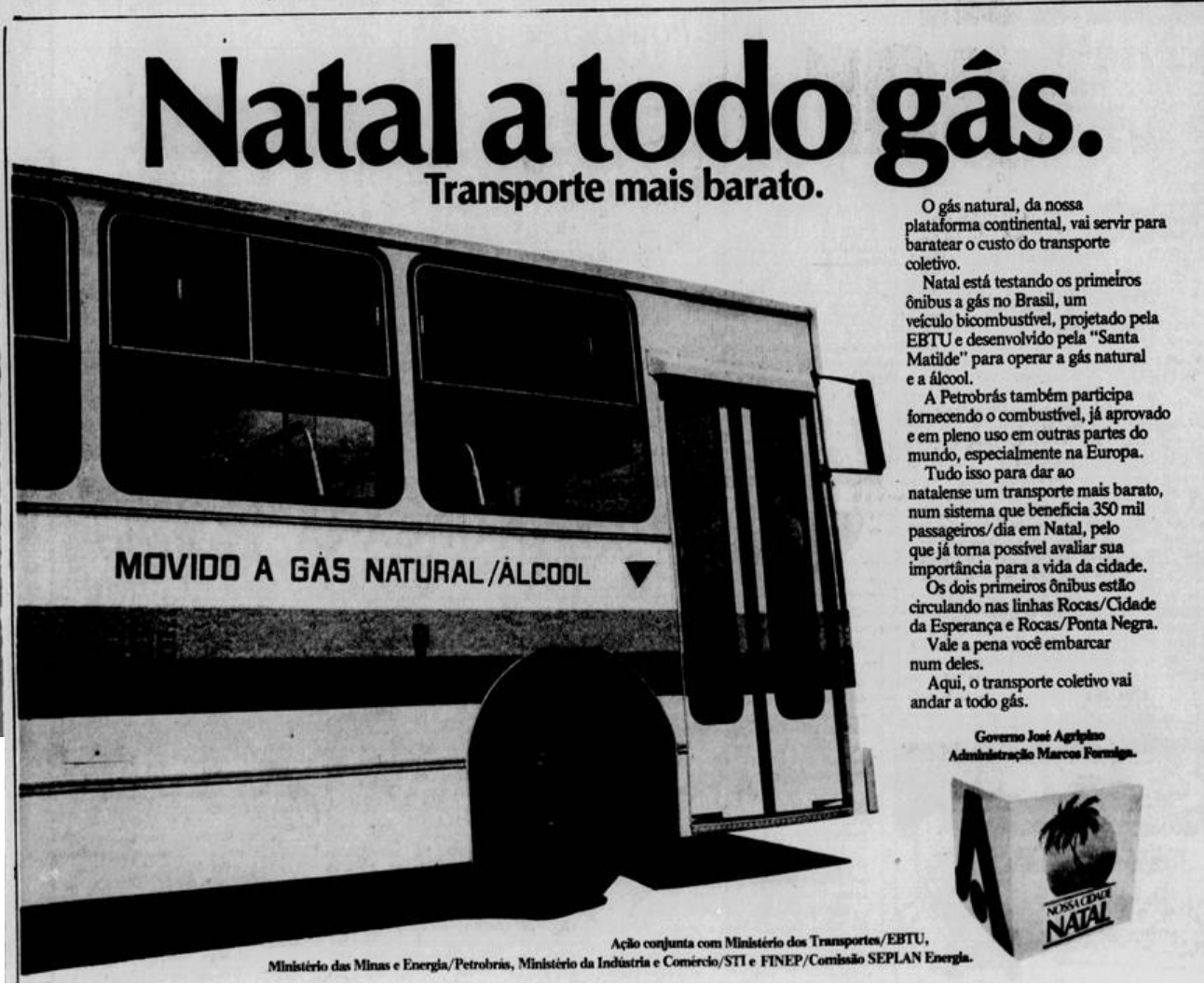
Propaganda da prefeitura de Natal sobre o programa de ônibus bicombustível. Foram utilizados dois veículos construídos pela Santa Matilde com mecânica e chassi Chevrolet.

A Empresa Brasileira de Transportes Urbanos (EBTU) lançou um programa de financiamento para incentivar o desenvolvimento de ônibus urbanos com combustíveis alternativos. A Santa Matilde ingressou no programa em 1984 e desenvolveu um ônibus urbano modelo padron montado sob chassi e motor Chevrolet, com sistema bi-combustível álcool e GNV. O veículo foi testado na cidade de Natal entre junho de 1984 e julho de 1985. Apesar da expectativa de comercialização, problemas mecânicos e o preço do GNV impediram a adoção do modelo e frustraram a empresa que teve seus protótipos devolvidos.
Com a experiência adquirida no projeto dos dois protótipos, a Santa Matilde iniciou um projeto mais amplo de construção de carrocerias de ônibus, visando diversificar sua linha de produtos. Apesar do mercado de carrocerias de ônibus viver uma crise naquela época, a Santa Matilde investiu visando atender a encomendas da Companhia de Transporte Coletivos do estado do Rio de Janeiro (CTC) e de empresários do ramo de ônibus do mesmo estado. Apesar do lobby da empresa junto aos empresários e políticos, poucas encomendas são realizadas e os resultados são pífios. Após denúncias de favorecimento e superfaturamento feitas pela Federação de Empresas de Transporte Rodoviário do Leste Meridional do Brasil, parte dos ônibus vendida para a CTC é devolvida por conta de defeitos de projeto, fabricação e acabamento ruim (por falta de expertise na fabricação desses equipamentos e pressa no lançamento no mercado), prejudicando a imagem da empresa no ramo e afastando futuros compradores. Em 1987 uma nova encomenda é feita pela CTC-RJ, porém insuficiente para sustentar a produção, encerrada em 1988.
Durante uma das fases de reestruturação da empresa, houve uma tentativa de se retomar a produção de ônibus em 1991, quando propôs montar e comercializar (com o apoio do governo de Minas Gerais através de reserva de mercado) dezenas carrocerias semi-prontas que se acumulavam nos pátios da empresa em Três Rios. Por falta de recursos financeiros e técnicos, a Santa Matilde não conseguiu retomar o projeto.

## Movimento sindical
| Empregados da Cia Industrial Santa Matilde Conselheiro Lafaiete (MG) e Três Rios (RJ) |
|                                                                                       |
| Fontes: 196719721977 19841987 1989                                                    |

O movimento sindical cresceu ao longo da década de 1980, quando movida por problemas econômicos a Santa Matilde passou a simplesmente demitir centenas de funcionários sem aviso prévio ou negociação. Além disso, os direitos trabalhistas eram pouco respeitados. Com o passar da década, o proprietário da empresa passou a ser visto como intransigente e insensível aos apelos dos trabalhadores e políticos que visavam proteger seus empregos. Isso desencadeava longas greves que terminavam com a desistência dos trabalhadores, diante da recusa do proprietário da Santa Matilde em negociar com os representantes sindicais dos empregados.
Durante uma convocação para uma assembleia, enquanto milhares de empregados deixavam seus postos para rumar ao sindicato, o proprietário da Santa Matilde Humberto Pimentel Fonseca apareceu na porta da fábrica e passou a gritar com os empregados e ameaçar a fábrica de fechamento caso eles entrassem em greve. Isso desencadeou a grande greve de 1987, quando a toda a fábrica permaneceu quatro meses paralisada, com cerca de 2500 operários fechando os principais bancos de Três Rios, sitiando a sede da prefeitura e ameaçando de morte o prefeito Samir Nasser. A greve somente foi encerrada graças ao intermédio de políticos e sindicalistas. Poucos meses depois, novo atraso nos pagamentos desencadeou outras greves em Três Rios e Conselheiro Lafaiete. Durante uma greve por conta de quatro meses sem salário, em um ato de desespero diante do arresto das máquinas pelo Banco Safra para quitar dívidas da empresa, um operário tentou o suicídio, atirando-se contra as vidraças da planta de três Rios. O governador do Rio de Janeiro, Moreira Franco, enviou para Três Rios os secretários estaduais Victório Cabral (Indústria), Hélcio Couto (Agricultura), Josef Barat (Transportes), Elísio Pires (Turismo) e Haroldo de Matos (Desenvolvimento Urbano) para discutir a crise da fábrica em abril de 1988. Após uma reunião inconclusiva, esses secretários foram ameaçados de morte. Essas greves forçaram a fábrica a fechar suas portas em 1988.
Após o fechamento das unidades de Três Rios e Conselheiro Lafaiete, os sindicatos dos trabalhadores dessas localidades trabalharam pela reativação das mesmas (vide seção História). Enquanto o sindicato dos metalúrgicos de Lafaiete tentou operar a fábrica local através de uma cooperativa (vide seção Cooperativa Industrial), o de Três Rios conseguiu o controle temporário da planta local por alguns anos, atraindo a T'Trans e outras empresas que funcionam até os dias atuais.